# Luxeed

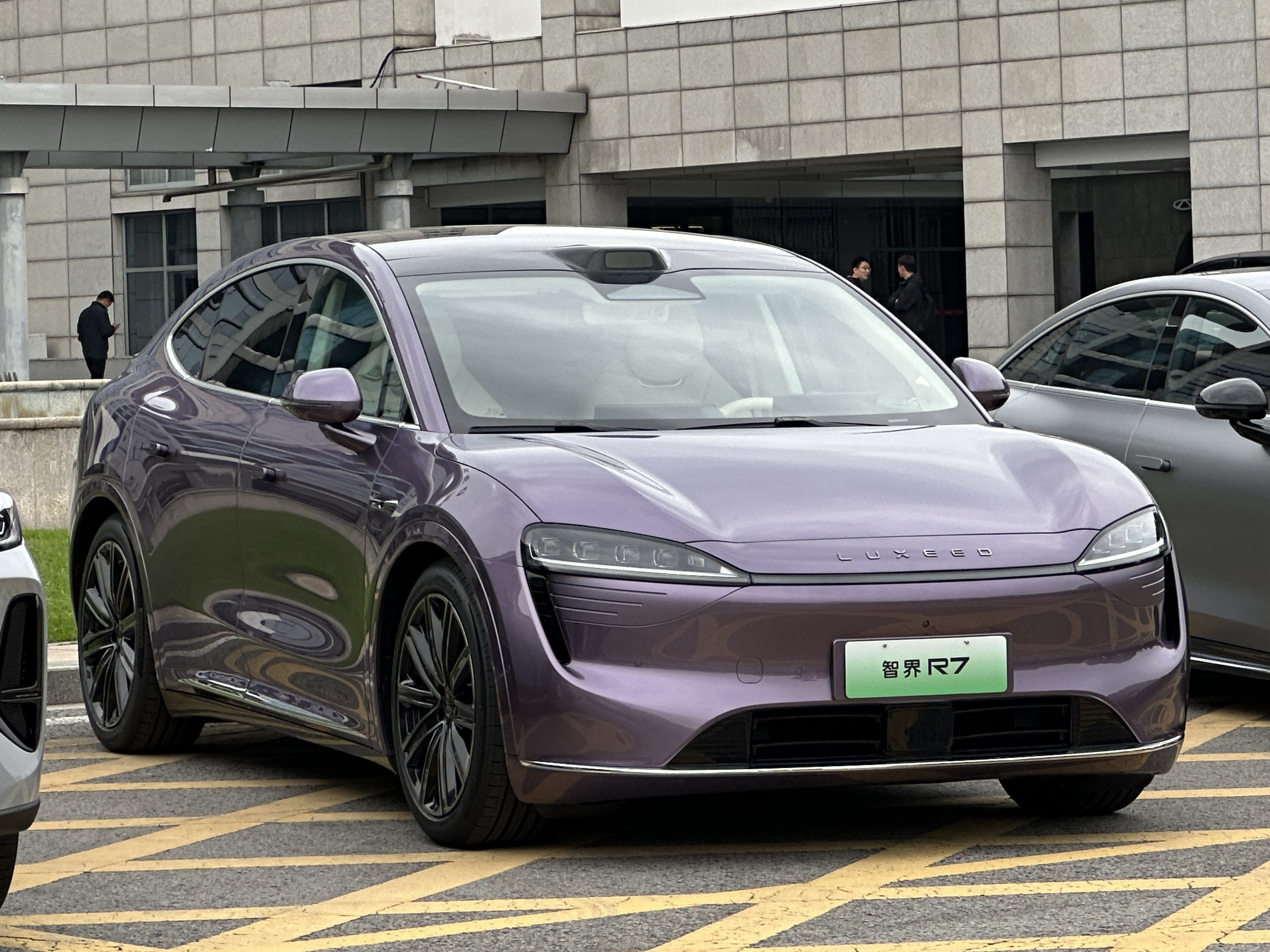
Luxeed R7

Luxeed (chiń. upr. 智界) – chiński producent elektrycznych samochodów, z siedzibą w Shenzhenie, działający od 2023 roku. Należy do HIMA, motoryzacyjnego chińskiego oddziału koncernu technologicznego Huawei.

## Historia
W maju 2023 Huawei przedstawiło pierwsze oficjalne fotografie nowego samochodu, który koncern technologiczny wspólnie opracował z kolejnym partnerem z branży motoryzacyjnej. Tym razem do współpracy wybrano Chery, co umożliwiło zainaugorowanie nowej marki Luxeed. Wstępne informacje na temat pierwszego produktu, dużej limuzyny klasy wyższej Luxeed S7, przedstawiono w sierpniu 2023, a pełna premiera odbyła się we wrześniu tego samego roku.
W listopadzie 2023 Huawei ogłosiło powstanie oddziału motoryzacyjnego HIMA, w którego skład Luxeed weszło razem z siostrzanym Aito Auto. Tuż po tym wydarzeniu, na rynku chińskim oficjalnie uruchomiono sprzedaż i dystrybucję S7, akcentując relatywnie niskie zużycie energii czy dostępnośc różnych nowinek technologicznych w wyposażeniu. Samochody Luxeed trafiły do sprzedaży w wybranych chińskich salonach Huawei, razem z produktami koncernu technologicznego i modelami Aito. W czerwcu 2024 roku portfolio Luxeeda poszerzył drugi model, tym razem pod postacią średniej wielkości SUV-a R7.

## Modele samochodów

### Obecnie produkowane

#### Samochody osobowe
- S7

#### SUV-y
- R7